# 73-я стрелковая дивизия (1-го формирования)
73-я стрелковая дивизия 1-го формирования (73 сд) — воинское соединение Вооружённых сил СССР, принимавшее участие в Великой Отечественной войне.
Период вхождения в состав Действующей армии: 2 июля — 27 декабря 1941 года.

## История формирования
Фактически, является дивизией второго формирования. Первая дивизия с таким номером была сформирована в 1930-е годы в Сибирском военном округе в Омске . По состоянию на 1-е июля 1935 года в Омске дислоцировались управление дивизии, 217-й стрелковый полк и 73-й артиллерийский полк, в Татарске — 218-й стрелковый полк, а Славгороде — 219-й стрелковый полк.
В сентябре 1939 года на базе стрелковых полков соединения были развёрнуты новая 73-я, 109-я и 194-я стрелковые дивизии.
Согласно директиве Наркома обороны № 4/2/48963 от 13 сентября 1939 года личный состав кадра дивизии, без материальной части и оружия подлежал передаче в Приволжский военный округ.
Новая дивизия формировалась в Московском военном округе в городе Калинине на основании Постановления СНК СССР № 1193—464сс от 6 июля 1940 года по трёхтысячному штату. В мирное время ей полагалось иметь 2998 человек личного состава, 94 автомашины, 183 пулемёта, 63 миномёта, 33 45-мм орудия, 27 76-мм орудий и 10 122-мм гаубиц.
В начале лета 1941 года дивизия находилась в Калининских военных лагерях. С 15-го июня в дивизию в ходе "больших учебных сборов" начало поступать пополнение в 6000 человек.
После объявления войны дивизия произвела полное отмобилизовывание. В конце июня дивизию начали грузить в эшелоны №№ 8095—8127. Темп погрузки — 10 эшелонов в сутки.
По состоянию на 1-е июля дивизия насчитывала 16328 человек личного состава, 399 автомашин, 3862 лошади, имела на вооружении 8 танков, 8 бронемашин, 61 полевое и 45 малокалиберных орудий, 68 миномётов, 190 станковых и 364 ручных пулемёта, 12773 винтовки.
Соединение проследовало через станцию Лихославль и разгрузилось на станциях Гусино и Красное. К 18.00 4-го июля разгрузился 31 эшелон из 33.

## Боевой путь дивизии
4—5 июля сменила 137-ю стрелковую дивизию на рубеже Высокое — Орша. До 16-го числа обороняла Оршу.
23 июля 1941 года у деревни Козьяны были разгромлены основные силы 18-й стрелковой дивизии и части 73-й стрелковой дивизии.
Под давлением противника отошла на Гнёздово и Смоленск.
В начале августа беспорядочно отступила к Соловьёвской переправе. Переправившись через Днепр, начала восстанавливать свои силы. В её состав была влита 233-я стрелковая дивизия.
В дальнейшем участвовала в контратаках 20-й армии северо-западнее Ельни. В октябре попала в Вяземский котёл и была фактически уничтожена. Официально расформирована лишь 27 декабря 1941 года.

## Состав
- 392-й стрелковый полк
- 413-й стрелковый полк
- 471-й стрелковый полк
- 11-й артиллерийский полк
- 148-й отдельный истребительно-противотанковый дивизион
- 469-й отдельный зенитный артиллерийский дивизион
- 51-й разведывательный батальон
- 25-й сапёрный батальон
- 78-й отдельный батальон связи
- 68-й медико-санитарный батальон
- 186-й автотранспортный батальон
- 522-я полевая почтовая станция
- 440-я полевая касса Госбанка[7]
- 562-й гаубичный артиллерийский полк

## Подчинение
| На дату    | Фронт            | Армия      | Корпус                 |
| ---------- | ---------------- | ---------- | ---------------------- |
| 22.06.1941 | Резерв Ставки ГК | 20-я армия | 69-й стрелковый корпус |
| 01.07.1941 | Резерв Ставки ГК | 20-я армия | 69-й стрелковый корпус |
| 10.07.1941 | Западный фронт   | 20-я армия | -                      |
| 01.08.1941 | Западный фронт   | 20-я армия | 69-й стрелковый корпус |
| 01.09.1941 | Западный фронт   | 20-я армия | -                      |
| 01.10.1941 | Западный фронт   | 20-я армия | -                      |

## Командиры
- 01.1932 — 09.1933 Рейтер Макс Андреевич[8];
- 09.1933 — 05.02.1937 комбриг Гавриченко Федор Николаевич;
- 05.02.1937 — 13.06.1937 комдив Калинин Степан Андрианович[9];
- 07.1937 — 09.1939 полковник Селезнев Дмитрий Михайлович.
- 16.07.1940 — 27.12.1941 полковник Акимов Александр Иванович.

## Люди, связанные с дивизией
- Березин, Александр Дмитриевич — советский военачальник. С 02.1932 г. по 22.09.1937 начальник 1-й части штаба 73-й сд. С 22.09.1937 по 07.1938 начальника штаба 73-й сд.
- Зайцев, Михаил Иванович (1901—1944) — советский военачальник, полковник. В 1932—1936 гг. служил начальником штаба 219-го стрелкового полка.
- Бирюков, Николай Иванович — С 10.02.1935 по 03.1939 командир и военком 219-го сп.
- Кручинин, Зосим Васильевич- комиссар штаба 73 сд на 22.06.1941, после выхода из окружения арестован и осужден военным трибуналом Брянского фронта 2 декабря 1942 года на 10 лет лишения свободы и 5 лет поражения в правах, в дальнейшем направлен рядовым красноармейцем в составе штрафной роты 7 стрелкового полка 24 стрелковой дивизии, с 12.07.1943 в составе 5 армии, восстановлен в воинском звании подполковник, в 1985 году награжден орденом Отечественной войны 1 степени.